# Thân vương quốc Aschaffenburg
Thân vương quốc Aschaffenburg (tiếng Đức: Fürstentum Aschaffenburg) là một Thân vương quốc của Đế chế La Mã Thần thánh được thành lập vào năm 1803, và sau khi Đế chế này bị giải thể vào năm 1806, nó tham gia Liên bang Rhein tồn tại từ năm 1806 đến 1810, với thủ đô là Aschaffenburg.
Với việc thế tục hóa Tổng giám mục Mainz vào năm 1803, Karl Theodor Anton Maria von Dalberg đã được bù đắp bằng cách nhận các thân vương quốc mới được thành lập là Aschaffenburg và Regensburg và Bá quốc Wetzlar. Cùng với thành phố Aschaffenburg. Thân vương quốc Aschaffenburg còn bao gồm Klingenberg, Lohr, Aufenau, Stadtprozelten, Orb và Aura.
Thân vương quốc trở thành một phần của Liên bang Rhein vào năm 1806, sau khi Đế chế La Mã thần thánh bị giải thể. Năm 1810, Napoléon trao Thân vương quốc Regensburg của Thân vương Dalberg cho Vương quốc Bayern và bồi thường cho ông ta bằng Hanau và Fulda. Dalberg sáp nhập các lãnh thổ còn lại của mình là Aschaffenburg, Frankfurt, Wetzlar, Hanau và Fulda thành Đại công quốc Frankfurt mới, với Thân vương quốc Aschaffenburg trở thành một bộ phận của đại công quốc mới. Tuy nhiên, thành phố Aschaffenburg vẫn là nơi ở của Dalberg. Vùng này bị Bayern sáp nhập vào năm 1814.